# Nesophila (algue)
Cet article concerne le genre d’algues rouges. Pour le genre de mollusques, voir Nesophila (mollusque).
Genre
Nesophila est un genre d’algues rouges de la famille des Rhizophyllidaceae.

## Liste d'espèces
Selon World Register of Marine Species (11 octobre 2020) :
- Nesophila hoggardii W.A.Nelson & N.M.Adams, 1993